# King River (Katherine River)
Der King River ist ein Fluss im Norden des australischen Northern Territory.

## Geografie

### Flusslauf
Der Fluss entspringt im Südosten des Nitmiluk-Nationalparks und fließt von dort nach Südwesten. Er unterquert den Stuart Highway etwa auf halbem Wege zwischen Mataranka und Katherine. An der Mündung des Dry River wendet er seinen Lauf nach Nordwesten und unterquert den Victoria Highway bei Tony Green Crossing, 30 Kilometer südwestlich von Katherine. Gleichzeitig biegt er nach Westen ab und mündet rund sechs Kilometer südwestlich von Carbeen Park in den Katherine River.

### Nebenflüsse mit Mündungshöhen
- Wurunluh Creek – 152 m
- Dry River – 128 m
- Collins Creek – 112 m
- Redbank Creek – 111 m
- Bull Creek – 99 m